# Iban Mayo
Iban Mayo Diez, född 19 augusti 1977 i Igorre i Baskien, är en spansk proffscyklist. Han är främst känd som en bergsspecialist. Mayo tävlade för Euskaltel-Euskadi från det att han blev professionell 2000 till och med 2006. Under vintern 2006 skrev han på ett kontrakt med Saunier Duval-Prodir för säsongen 2007, men är sedan slutet av 2007 avstängd för att ha dopat sig.

## Karriär
Iban Mayo blev professionell 2000 med det baskiska stallet Euskaltel-Euskadi och blev en av Baskiens framtidshopp inom cykelsporten. Han stannade med stallet till slutet av säsongen 2006. Hans största framgångar hade han 2003 då han blev sexa totalt i Tour de France och även vann bergsetappen upp till Alpe d'Huez. 
Efter att ha vunnit Dauphiné Libéré 2004, som allmänt ses som en förberedande tävling inför Tour de France, förväntade sig de flesta en bra placering för Mayo på 2004 års Tour de France. Under Dauphiné Libéré slog han Lance Armstrong med två minuter uppför stigningen Mont Ventoux. Han fortsatte sedan till Tour de France. Delvis beroende på ett fall på en av de tidigare etapperna, och delvis beroende på missad form, kom han att ha en misslyckad tävling och bröt på den 15:e etappen. Efter detta har Mayo inte varit lika framgångsrik. Under säsongen 2005 tog han inga segrar. 
Säsongen 2006 återvände Mayo till toppskiktet inom cykelsporten när han vann en etapp på Dauphiné Libéré och slutade tvåa på en annan etapp. Han sågs som en potentiell segrare i 2006 års Tour de France, men bröt tävlingen under den elfte etappen. Efter säsongen lämnade han Euskaltel-Euskadi och skrev på ett kontrakt med Saunier Duval-Prodir. Med sitt nya stall vann han den 19:e etappen på Giro d'Italia 2007.
Efter det att Tour de France 2007 hade avslutats rapporterades det att Iban Mayo testat positivt för EPO på vilodagen den 24 juli. Mayo hade slutat på 18:e plats i det franska etapploppet. I oktober samma år bestämde sig det spanska cykelförbundet för att inte stänga av honom eftersom B-testet kommit tillbaka negativt från laboratoriet i Gent, men det Internationella cykelförbundet (UCI) var osäkra på hur de skulle tolka testet. UCI frågade därför ett franskt laboratorium om de kunde testa B-provet igen och i december 2007 kom resultatet att även B-provet innehöll spår av EPO. I augusti 2008 stod det klart att Idrottens skiljedomstol hade gett honom en två år lång avstängning efter det positiva dopningsprovet.

## Stall
- Euskaltel-Euskadi 2000–2006
- Saunier Duval-Prodir 2007